# دایره اغتشاش

دایره اغتشاش

در یک عدسی کامل L، تمام پرتوها از یک نقطه کانونی F عبور می‌کنند. اما در فواصل دیگر از عدسی، پرتوها یک دایره تشکیل می‌دهند.

تصویر یک نقطه فرضی که در راس مخروط پرتوهای خروجی نور لنز شکل می‌گیرد به دلیل ایده‌آل نبودن عمل فوکوس همواره به‌طور دقیق در محل سنسور (یا فیلم) تشکیل نمی‌گردد. در نتیجه این تصویر، یک نقطه نبوده و دایره ای را تشکیل می‌دهد که به آن دایره اغتشاش (به انگلیسی: circle of confusion) گفته می‌شود. همچنین به آن Disk of confusion هم گفته می‌شود.
در بحث عکاسی از دایره اغتشاش (CoC)برای تعیین عمق میدان (Depth of Field)استفاده می‌گردد. قسمتی ازتصویر که به میزان قابل قبولی واضح (sharp) است. مقدار استاندارد CoC اغلب با فرمت تصویر در ارتباط است اما بیشترین وابستگی آن به میزان تیزبینی بیننده، شرایط دیدن تصویر و همچنین میزان بزرگنمایی است.